# Malorepka
Malorepka (mišorepka; lat. Myosurus), biljni rod jednogodišnjeg bilja iz porodice žabnjakovki, raširen po umjerenim regijama obje hemisfere
Jedina vrsta u Hrvatskoj je Myosurus minimus, koju Kew svrstava u rod Ranunculus, kao Ranunculus minimus (L.) E.H.L.Krause

## Vrste
1. Myosurus apetalus Gay
2. Myosurus australis F.Muell.
3. Myosurus breviscapus Huth
4. Myosurus capensis M.Tamura
5. Myosurus cupulatus S.Watson
6. Myosurus minimus L.
7. Myosurus nitidus Eastw.
8. Myosurus patagonicus Speg.
9. Myosurus sessilis S.Watson
10. Myosurus ×alopecuroides Greene